# フェリーチェ・ベアト

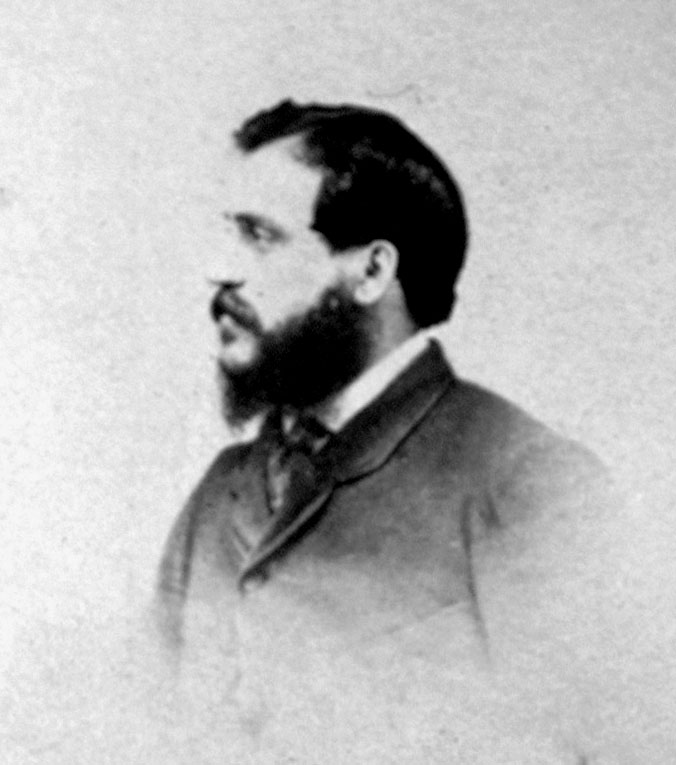
フェリーチェ・ベアト。撮影者は不明だが、本人による撮影の可能性がある（1866年頃）

フェリーチェ・ベアト（Felice Beato、1832年 - 1909年1月29日）は、イタリア生まれのイギリスの写真家。後に英語風にフェリックス・ベアト（Felix Beato）と名乗った。フェリス・ベアトあるいは苗字がベアートと表記されることもある。1863年から21年間横浜で暮らした。
東アジアの写真を撮影した初期の写真家の一人であり、また初期の従軍写真家の一人でもある。日常写真、ポートレイト、またアジアや地中海の風景や建物のパノラマ写真で有名である。ベアトはいくつもの国に旅行し、それらの国、人々、事件を撮影したが、遠く離れてそれらになじみの少ないヨーロッパや北アメリカの人々にとって記憶に残るものであった。インド大反乱やアロー戦争の記録も撮影しており、最初期の報道写真ともいえる作品を残している。彼は他の写真家に大きな影響を与えたが、特に日本においては、非常に多くの写真家・芸術家に深く、かつ長期にわたる影響を与えた。

## 出身と国籍
ベアトの出身や国籍にはいろいろと混乱があり、また没年も従来は不明だったが、現在ではおおむね正確なことが判明している。2009年に発見された死亡証明書によると、ベアトは1832年にヴェネツィアで生まれ、1909年1月29日にフィレンツェで死亡した。またイギリス国籍を有しており、大学を卒業していた。幼少の頃に、家族と共にギリシアのケルキラ島に移住したようである。当時イオニア諸島は英国の保護国であったため、イギリス国籍を取得したものと思われる。
「Felice Antonio Beato」または「Felice A. Beato」と署名された写真が多数存在するために、一人の写真家があるときはエジプト、あるときには日本と離れた場所でほぼ同時期に活動していたと、長い間思われていた。しかし、1983年にChantal Edelによって、「Felice Antonio Beato」はフェリーチェと兄アントニオ（Antonio Beato）の連名であることが分かった。彼らは時には一緒に活動し、同一の署名を用いていた。このため、現在でも二人の内どちらが撮影者なのか特定できないものがある。

## 地中海、クリミア、インド
ベアトの写真家としての初期の活動は良く分かっていないが、最初のレンズを1851年にパリで購入したようである。イギリスの写真家ジェームズ・ロバートソン（James Robertson）と1850年頃にマルタで出会い、彼と共に1851年にイスタンブールに行った。ロバートソンは1843年からオスマン帝国造幣局で凹版版画技師として働いており、1840年代から写真撮影を始めていた。1853年に2人は共同経営者として「Robertson & Beato」を設立し、その年の終わりか1854年に、イスタンブールのヨーロッパ側に写真館を開いた。2人は、フェリーチェの兄のアントニオを伴って、1854年または1856年にマルタへ撮影旅行に行き、1857年にはギリシャとエルサレムの撮影旅行を行った。1850年代に撮影された写真には「Robertson, Beato and Co.」の署名があるが、この「and Co.」はアントニオを指すと考えられている。

第93高地連隊と第4パンジャブ連隊による2000人の反乱軍が殺された後のシカンダル庭園（Sikandar Bagh）の内部

1854年末か1855年初め、ロバートソンはベアトの妹と結婚し、3人の娘をもうけた。
1855年、ベアトとロバートソンはクリミア半島のバラクラヴァに旅行し、そこでクリミア戦争の写真を撮影した。1855年末のセヴァストポリ陥落に際して、60枚程度の写真を撮影している。

1858年2月に、ベアトはカルカッタに到着し、インド大反乱の後を撮影するためにヒンドスタン平野を旅行した。このとき死体を撮影しているが、おそらく死体の写真が撮影されたのはこれが初めてである。少なくとも1枚はラクナウのシカンダル庭園（Sikandar Bagh）で撮影されたが、柱だけになってしまった建物は劇的な効果を上げている。その他、デリー、カーンプル、メーラト、ワーラーナシー、アムリトサル、アグラ、シムラー、ラホールを訪れた。1858年の7月にはアントニオが合流するも、おそらくは健康上の理由から1859年にインドを離れた。1860年にエジプトに渡り、1862年にテーベで写真館を開いた。

## 中国
1860年、ベアトは「Robertson & Beato」の共同経営から手を引いたが、ロバートソンは1867年まで会社の名前を使い続けた。ベアトはアロー戦争における英仏連合軍の写真撮影のため清へ派遣された。3月には香港に到着、直ちに広州にまで脚を伸ばし、写真撮影を開始した。このときフェリーチェが撮影した写真は、清朝中国を撮影した最も初期のものの一つである。
香港に滞在中、ベアトはイラストレイテド・ロンドン・ニュースの特派員で画家のチャールズ・ワーグマンと会った。2人は英仏連合軍に同行し、大連湾、北塘、海河河口の大沽砲台、北京、円明園などの写真を撮影した。ワーグマンや他のイラストレイテド・ロンドン・ニュースが描いた挿絵は、フェリーチェの撮影した写真を元にしたものである。

### 大沽砲台

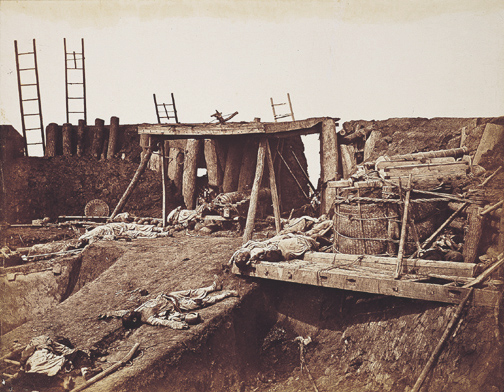
1860年8月21日に英仏連合軍に占領された直後の大沽砲台

ベアトが撮影したアロー戦争の写真は、軍事作戦の展開に伴って順次写真で追うという、最初のケースであった。大沽砲台の写真はその象徴的例である。写真は順に、砲台への接近、外壁と要塞に対する砲撃、最後が中国人の死体を含む破壊された要塞内部、となっている。興味深いことに、実際には写真はこの順番で撮影されたのではない。中国人の死体を片付けられる前に撮影し、それから砲台の内部や外部を撮影した。アルバムでは実際の戦闘を再現できるように並べ替えられている。
ベアトが撮影した中国人の死体（英仏軍の軍人の死体は撮影しなかった）とその再現方法に、彼の報道写真に対するイデオロギーを垣間見ることが出来る。この作戦に従軍したDr. David F. Rennieは、こう思い出を語っている。「私は西側の城壁を回って歩いた。そこには死体がごろごろ転がっていた - 北西の方向には、大砲の周辺に13人がまとまって倒れていた。ベアトがそこにいたが、大変興奮しているようで、それを「美しい」と称していた。彼の写真によってそれが永久に記憶されるまで、邪魔をしないように頼んだ…」撮影された写真はイギリスの帝国主義と軍事的勝利に関する強烈な印象を与えた。イギリスではベアトの写真はアロー戦争や他の植民地戦争を正当化するために使用され、また大衆に東洋の文化を知らしめた。

### 頤和園

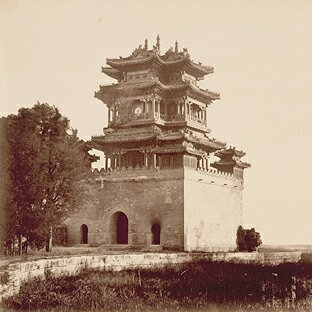
略奪直前の頤和園（1860年10月）

ベアトは北京の郊外にある中国皇帝の私的公園であり、建物、寺院、人工池と庭園からなる頤和園を撮影している。何枚かの写真は、1860年10月6日から18日の間に撮影されている。10月6日には英仏連合軍の攻撃が始まり、フランス軍が金目のものを全て略奪したのち、イギリス軍の総司令であるエルギン伯爵ジェイムズ・ブルースの命令により、「捕虜が虐待されたことに対する復讐」としてイギリス軍第1師団が徹底的に破壊し、10月18日と19日に火がかけられた。ベアトが中国で撮影した最後の写真は、北京条約に署名するために北京に到着したエルギン伯と、咸豊帝の代理として署名した愛新覚羅奕訢であった。
ベアトは1861年11月にイギリスに戻り、その冬の間にインドと中国で撮影した400枚の写真を、ロンドンの商業肖像写真家であるヘンリー・ヘリング（Henry Hering）に売却した。ヘリングは写真を複製し、販売した。価格は写真1枚が7シリング、インドで撮影された写真全部だと54ポンド8シリング、中国の写真全部で37ポンド8シリングであった。当時のイングランドとウェールズの一人当たり国民所得は年間32ポンドに過ぎず、写真集の価格はこれより高かったことになる。

## 日本

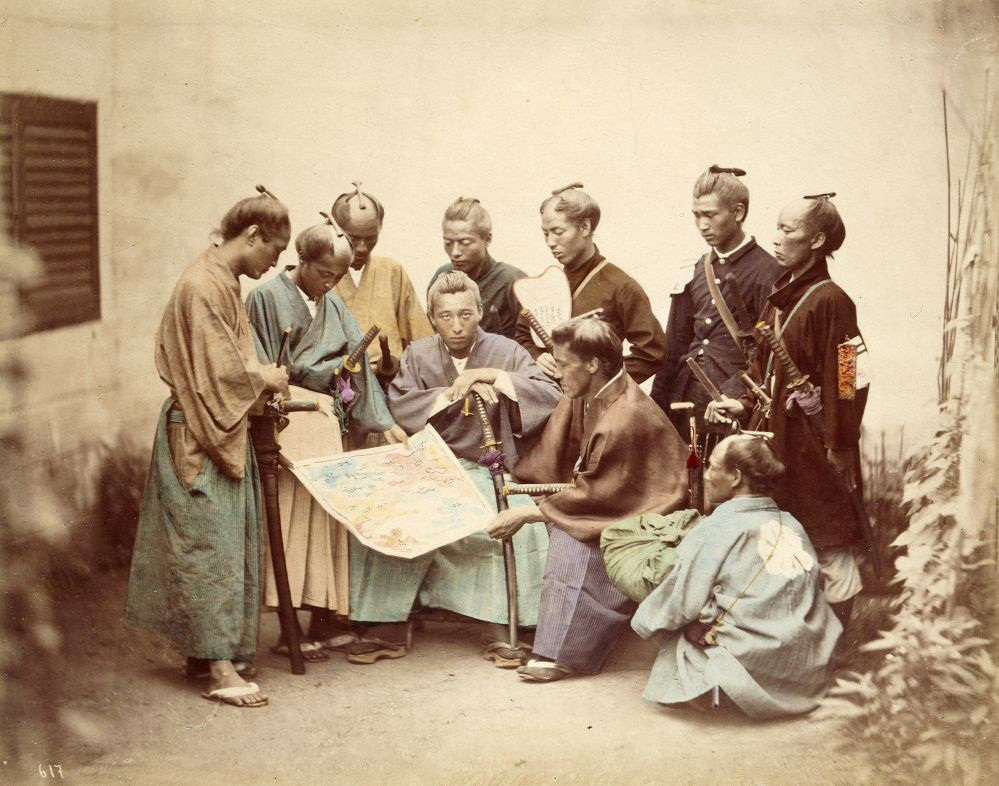
戊辰戦争中の薩摩藩士

ベアトは1863年までには横浜に移住し、1861年からそこに住んでいたチャールズ・ワーグマンと共に「Beato & Wirgman, Artists and Photographers」を設立し、1864年から1867年まで共同経営した。ワーグマンはここでもベアトの写真を基に挿絵を描いている。一方、ベアトはワーグマンのスケッチや作品を撮影している。そもそも『イラストレイティッド・ロンドン・ニュース』の挿絵画家をしていたワーグマンが、1860年の北京の戦い取材中に現地で知り合った従軍写真家のベアトを招き、1863年に来日したとも言われている。
ベアトが日本で撮影したのは、軍用写真のほか、肖像写真、風俗写真、名所、都市の風景などで、特に歌川広重や葛飾北斎の浮世絵を思わせる、東海道の風景が有名である。少し前までは鎖国していただけに、江戸時代末期の日本を写真に収めるのは極めて重要なことであった。ベアトの写真はその質だけでなく、撮影した希少性という点でも、注目に値するものである。

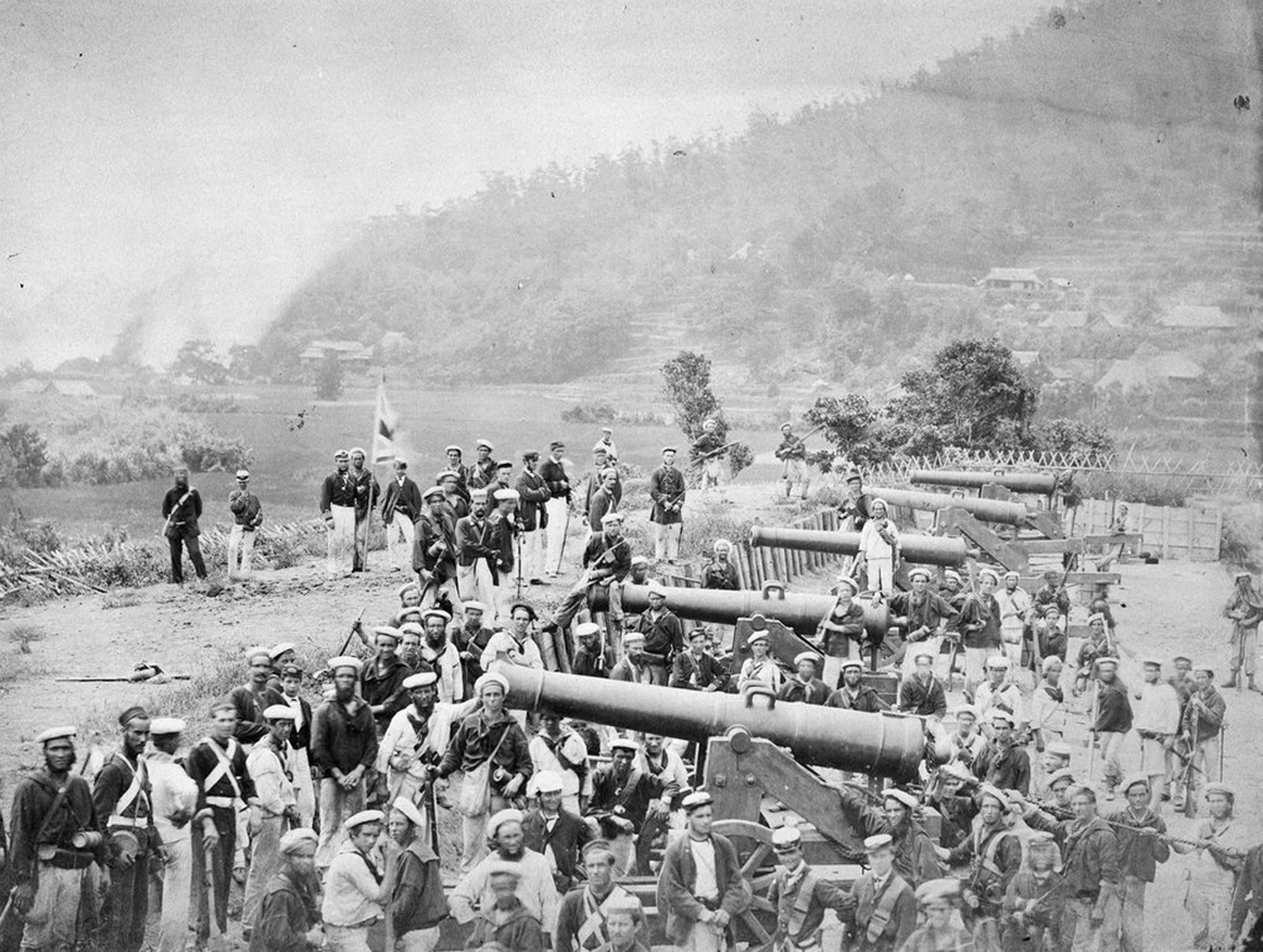
下関戦争で連合国によって占拠された長府の前田砲台

ベアトは日本滞在中、非常に活動的で、1864年には下関戦争の従軍写真家を務めている。翌年には、長崎およびその近郊の日付入りの写真を発表。1866年からはワーグマンの経営する『ジャパン・パンチ』でカリカチュアとしてしばしば登場する。1866年、豚屋火事で横浜居留地が全焼したため、ベアトは自分の写真館とネガを失ってしまった。その後2年間、代替作品を精力的に撮影した。その結果、2巻の写真集、100枚の肖像写真と風俗写真からなる「Native Types」と98枚の名所と都市風景からなる「Views of Japan」が完成した。 写真の多くは、人手により着色されたが、これは日本の水彩と木版印刷の技法を、ヨーロッパの写真に応用したものだった。1869年から1877年にかけて、横浜で「F. Beato & Co., Photographers」を経営した。ワーグマンとの共同経営は解消し、H. Woolettというアシスタントと、4人の写真家および4人の日本人の着色画家を雇った。日下部金兵衛も独立前はベアトに雇用されていたと考えられている。ベアトは上野彦馬等と共に撮影を行った。またシュティルフリート男爵に写真を教えたのもベアトであるとされている。

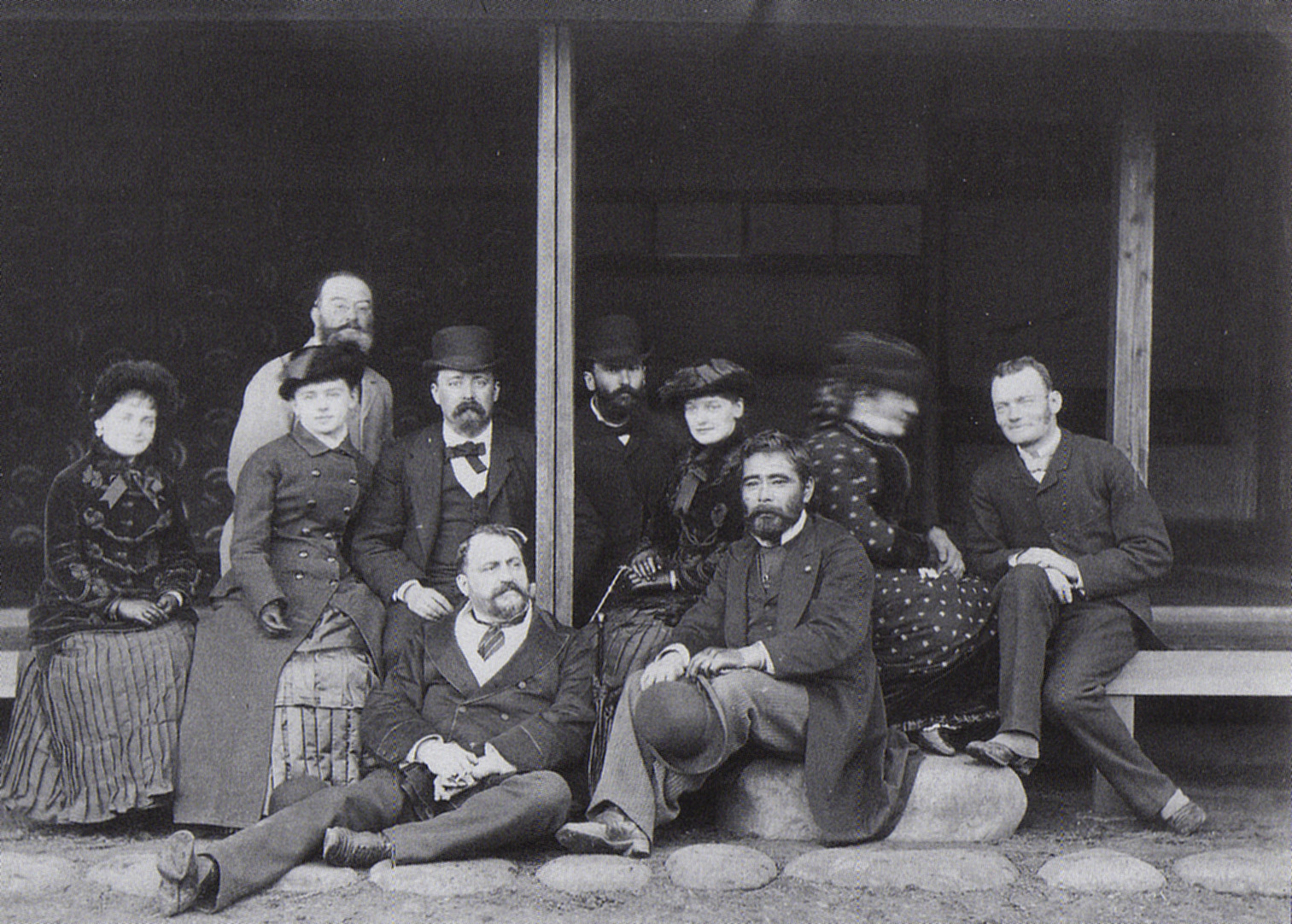
西郷従道とベアト（前方座っている人物）および友人たち（1882年、ウーグ・クラフト撮影とされる）

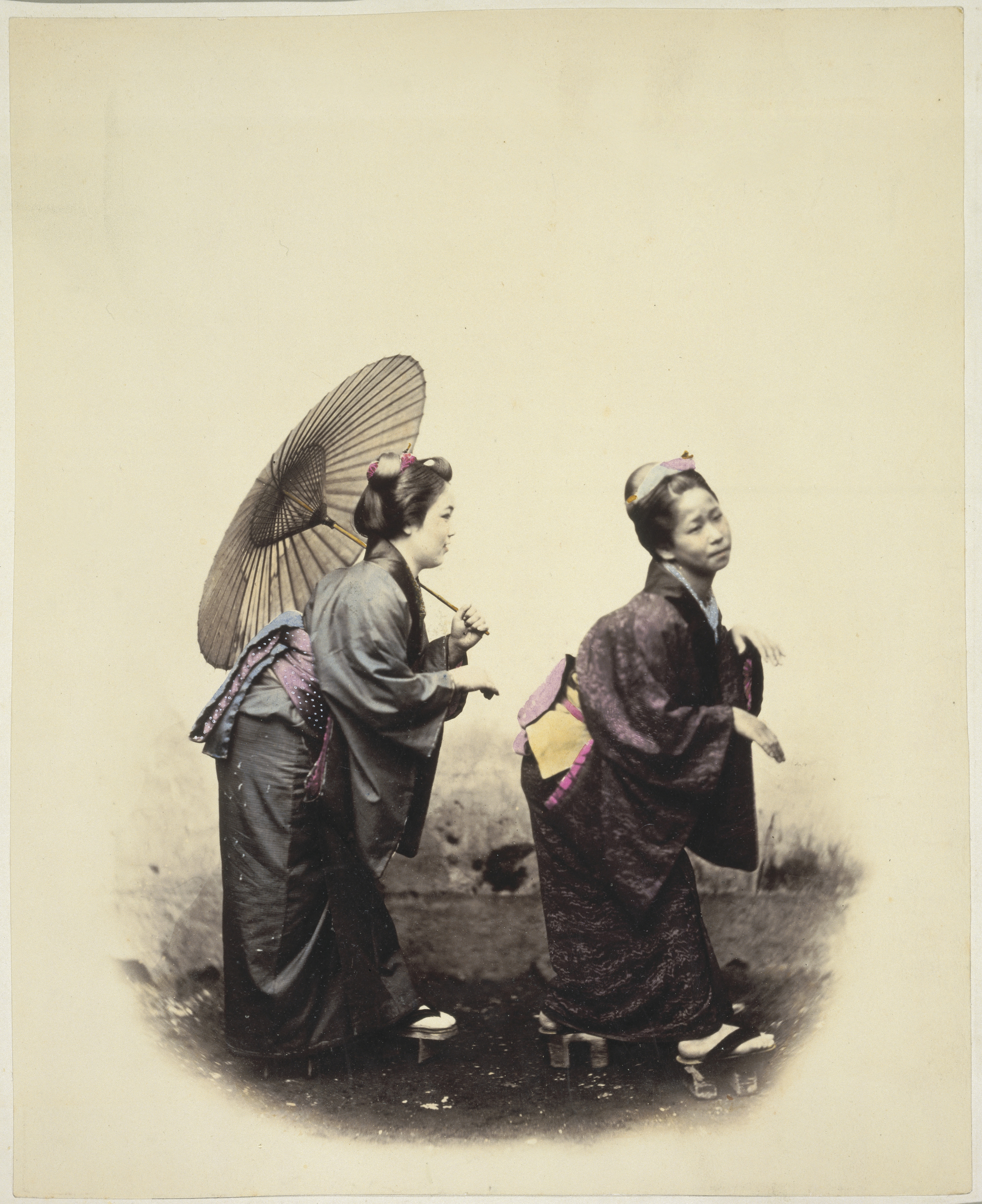
日傘をさした女性

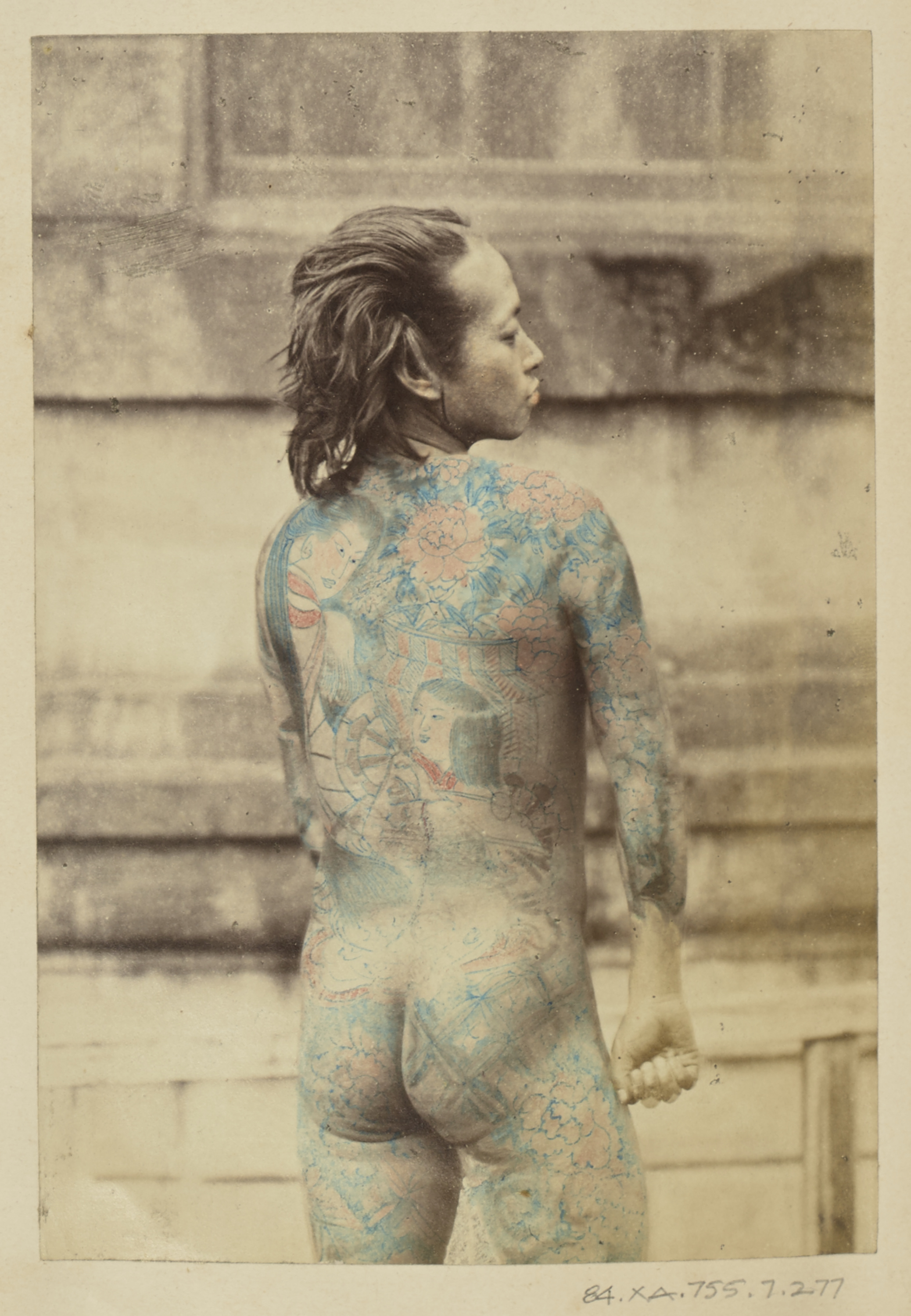
入れ墨の男性の後ろ姿

1871年、ジェネラル・シャーマン号事件の報復のため、アメリカ海軍は朝鮮に遠征し（辛未洋擾）、ベアトはそれに従軍した。そのとき撮影された写真は、確認されている限り最初の朝鮮の写真である。
日本に滞在中、ベアトは写真事業に専念したわけではなく、多くの事業を手がけた。いくつかの土地と写真館を有していた他、不動産コンサルタント、横浜グランドホテルへの出資、絨毯と女性用バッグの輸入、等などである。また、原告、被告、さらに証人として法廷にも何度か立っている。1873年8月6日、ベアトは駐日ギリシア総領事に任命されたが、おそらくはかってケルキラ島に住んでいたことがあるためと思われる。
1877年、ベアトはスタジオを閉め、写真とネガを含めたほとんどの資産をシュティルフリート男爵に売却した（男爵はシュティルフリート・アンド・アンデルセンの名で写真スタジオを始めた)。売却後、ベアトは数年間写真の世界から離れ、投機と貿易業に専念した。1884年11月29日、ベアトは日本を離れ、エジプトのポートサイドに落ち着いた。日本の新聞によると、横浜での銀の取引に失敗し、ほとんどの財産を失ったとされている。なお、シュティルフリート・アンド・アンデルセンの資産は1885年にアドルフォ・ファルサーリと日下部金兵衛に売却されたため、ベアトの写真資産はファルサーリらに引き継がれた。

### Views of Japan
ベアトの代表作「Views of Japan」（正式名:Photographic Views of Japan with Historical and Descriptive Notes, Compiled from Authentic Sources, and Personal Observation During a Residence of Several Years）は、明治維新期の1868年頃から撮影された。風景を主としたものと、人物など日本の風俗文化を主としたものの2種類があり、25〜50枚綴りの写真集を作って販売するほか、顧客（海外からの旅行客や日本在住の商人など）自らが来店して、コレクションの中から好きなものを選んでアルバムにするサービスも行なっていた。写真にはそれぞれ150〜500語程度のキャプションが付けられていたが、間違いや誤解も少なくない。編集には、横浜の英字紙（ジャパン・ガゼット、ザ・ファー・イースト）の発行人であるジョン・レディ・ブラックが関わっていたと言われる。写真への着色は、同業者の競争が激しくなってきたことから、差別化のため、水彩画にも詳しいワーグマンの助言で始まり、浮世絵制作によって高い技術を身につけていた日本の職人が作業にあたった。スタジオ撮りのモデルは、同一人物が違うコスチュームで登場するなど、必ずしもその職業の者ではなかった。

## 晩年

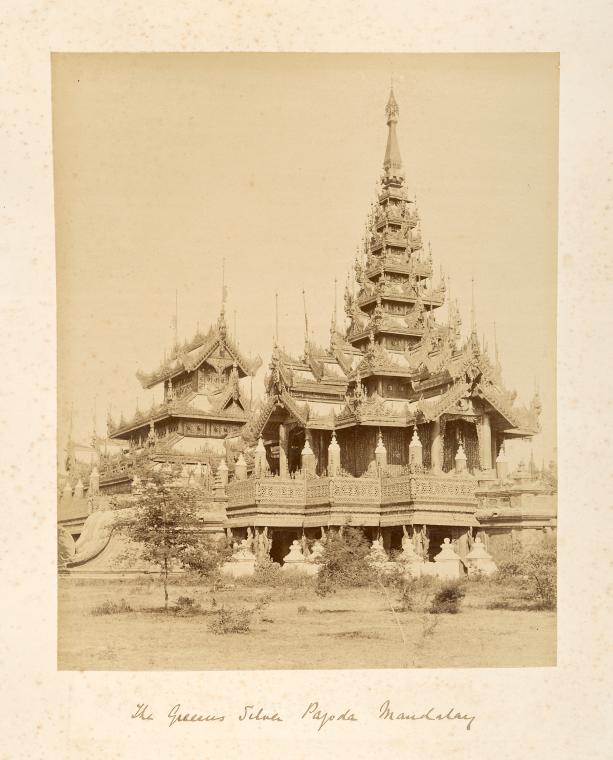
マンダレーのシルバー・パゴダ（1889年頃）

1884年から1885年にかけて、チャールズ・ゴードンの後を受け、スーダンのハルツームに遠征するウーズレー男爵（G.J. Wolseley）のカメラマンとなった。しかし、そこで撮影された写真は現存していない。

1886年にはしばらくイギリスに戻り、ロンドンの写真学校の教師を勤めたが、1888年には再びアジアへ旅立った。今回の行き先はビルマで、家具と骨董品の商売をマンダレーとラングーンで営むとともに、1896年から写真館を経営している。彼の通信販売のカタログには彼が取り扱っている商品の写真と共に、少なくとも2冊の写真集が含まれている。1899年頃までは働いていたようではあるが、1907年1月に彼の会社は清算されたが、最晩年や没年については長い間詳しいことが分かっておらず、1905年から06年頃にラングーンもしくはマンダレーで死亡したものとされていた。2009年に発見された死亡報告書では、1909年1月29日にフィレンツェで死亡したことになっているため、その後イタリアに帰国したものと考えられている。

## 日本語文献
- 『幕末日本の風景と人びと　フェリックス・ベアト写真集』（明石書店, 1987）
- 『F.ベアト写真集 1 幕末日本の風景と人びと』- 上記の改訂版
- 『F.ベアト写真集 2 外国人カメラマンが撮った幕末日本』
各・横浜開港資料館編（明石書店, 2006）
- 『外国人カメラマンの見た幕末日本 I・II』小沢健志監修・三井圭司編（山川出版社, 2014）
- 『レンズが撮らえた F・ベアトの幕末』小沢健志・高橋則英監修（山川出版社, 2012）

## 参考
- Auer, Michèle, and Michel Auer. Encyclopédie internationale des photographes de 1839 à nos jours/Photographers Encyclopaedia International 1839 to the Present. Hermance: Editions Camera Obscura, 1985.
- Banta, Melissa, and Susan Taylor, eds. A Timely Encounter: Nineteenth-Century Photographs of Japan. Cambridge, Massachusetts: Peabody Museum Press, 1988.
- Bennett, Terry. Early Japanese Images. Rutland, Vermont: Charles E. Tuttle, 1996.
- Bennett, Terry. "Felice Beato and the United States Expedition to Korea of 1871". Old Japan. Accessed 3 April 2006.
- Bennett, Terry. History of Photography in China, 1842-1860. London: Bernard Quaritch, 2009.
- Bennett, Terry. Korea: Caught in time. Reading, UK: Garnet Publishing, 1997.
- Bernard J Shapero Rare Books London, at Ideageneration.co.uk, Photo-London. Accessed 3 April 2006.
- Best, Geoffrey. Mid-Victorian Britain, 1851–75. London: Fontana Press, 1971.
- Blau, Eve, and Edward Kaufman, eds. Architecture and Its Image: Four Centuries of Architectural Representation, Works from the Collection of the Canadian Centre for Architecture. Montréal: Centre Canadien d'Architecture/Canadian Centre for Architecture, 1989.
- Boston University Art Gallery. "Of Battle and Beauty: Felice Beato's Photographs of China". Accessed 3 April 2006.
- Broecker, William L., ed. International Center of Photography Encyclopedia of Photography. New York: Pound Press; Crown Publishers, 1984.
- Brown University Library; Anne S. K. Brown Military Collection. "Photographic views of Lucknow taken after the Indian Mutiny". Accessed 31 October 2010.
- Canadian Centre for Architecture. Collections Online, s.v. "Beato, Felice". Accessed 31 October 2010.
- Canadian Centre for Architecture. Collections Online, "Panorama of Edo (now Tokyo)", PH1981:0809:001-005. Accessed 31 October 2010.
- Clark, John, John Fraser, and Colin Osman. "A revised chronology of Felice (Felix) Beato (1825/34?–1908?)". In John Clark, Japanese Exchanges in Art, 1850s to 1930s with Britain, Continental Europe, and the USA: Papers and Research Materials. Sydney: Power Publications, 2001.
- Dehejia, Vidya, et al. India through the Lens: Photography 1840–1911. Washington, D.C.: Freer Gallery of Art and Arthur M. Sackler Gallery; Ahmedabad: Mapin Publishing; Munich, Prestel, 2000.
- Dobson, Sebastian. "'I been to keep up my position': Felice Beato in Japan, 1863–1877". In Reflecting Truth: Japanese Photography in the Nineteenth Century, ed. Nicole Coolidge Rousmaniere and Mikiko Hirayama. Amsterdam: Hotei Publishing, 2004.
- Dobson, Sebastian. "Yokohama Shashin". In Art & Artifice: Japanese Photographs of the Meiji Era — Selections from the Jean S. and Frederic A. Sharf Collection at the Museum of Fine Arts, Boston. Boston: MFA Publications, 2004.
- George Eastman House. "India"; "Technology and War". Accessed 3 April 2006.
- Gernsheim, Helmut. The Rise of Photography: 1850–1880: The Age of Collodion. London: Thames and Hudson, 1988.
- Gray, Ezio. Le terre nostre ritornano... Malta, Corsica, Nizza. Novara: De Agostini Editoriale, 1943.
- Griffiths, Alan. "Second Chinese Opium War (1856–1860)". Luminous-Lint. Accessed 3 April 2006.
- Harris, David. Of Battle and Beauty: Felice Beato's Photographs of China. Santa Barbara: Santa Barbara Museum of Art, 1999.
- Masselos, Jim and Narayani Gupta. Beato's Delhi 1857, 1997. Delhi: Ravi Dayal, 2000.
- Masselos, Jim. "The Photographer's Gaze: Seeing 19th Century India - ウェイバックマシン（2006年4月30日アーカイブ分） VisAsia. Resume of speech given on 7 September 2004. Updated 2005.
- Musée Nicéphore Niépce. "Thé/Laque/Photographie". Collection du musée Niépce. Accessed 3 April 2006. （フランス語）
- Nagasaki University Library. Japanese Old Photographs in Bakumatsu-Meiji Period, s.v. "F. Beato". Accessed 24 January 2007.
- New York Public Library. S.v. "Beato, Felice". Accessed 3 April 2006.
- Osman, Colin. "Invenzione e verità sulla vita di Felice Beato". In 'Felice Beato: Viaggio in Giappone, 1863–1877', eds. Claudia Gabriele Philipp, et al. Milan: Federico Motta, 1991. (P. 17, fig. 14.) （イタリア語）
- Oztuncay, Bahattin. James Robertson: Pioneer of Photography in the Ottoman Empire. Istanbul: Eren, 1992. (Pp. 24–26.)
- Pare, Richard. Photography and Architecture: 1839–1939. Montréal: Centre Canadien d'Architecture/Canadian Centre for Architecture; New York: Callaways Editions, 1982.
- Peabody Essex Museum. Collections: Photography. Accessed 31 October 2010.
- Perez, Nissan N. Focus East: Early Photography in the Near East, 1839–1885. New York: Harry N. Abrams, 1988.
- Phoebe A. Hearst Museum of Anthropology. The World in a Frame: Photographs from the Great Age of Exploration, 1865–1915, s.v. "Felice Beato". Accessed 3 April 2006.
- "Photographers: Felice Beato, 1825–1908". Asia through the Lens. Bachmann Eckenstein Art & Antiques, 2006. Archived by the Wayback Machine on 9 May 2007.
- Rahman, Ram. "Camera Indica: Photography as history and memory in the 19th century". Frontline volume 18, issue 15, 21 July - 3 August 2001. Accessed 3 April 2006.
- Rasch, Carsten. Felice Beato and his Photography. Hamburg, 2014.
- Robinson, Bonnell D. "Transition and the Quest for Permanence: Photographer and Photographic Technology in Japan, 1854–1880s". In A Timely Encounter: Nineteenth-Century Photographs of Japan, ed. Melissa Banta, Susan Taylor. Cambridge, Massachusetts: Peabody Museum Press, 1988. (P. 48.)
- Rosenblum, Naomi. A World History of Photography. New York: Abbeville Press, 1984.
- Satow, Ernest. A Diplomat in Japan. London: Seeley Service, 1921. Many reprints. Beato is mentioned at the beginning of Chapter X, "Shimonoseki — Naval Operations".
  - アーネスト・サトウ『一外交官の見た明治維新』坂田精一訳、岩波文庫（上下）、1960年 ほか
- Turner, Jane, ed. The Dictionary of Art. New York: Grove, 1996. Vol. 3.
- Union List of Artists Names, s.v. "Beato, Felice". Accessed 3 April 2006.
- Vintage Works, s.v. "Robertson, James". Accessed 3 April 2006.
- Vintage Works, s.v. "Robertson, James and Beato, Felice". Accessed 3 April 2006.
- Zannier, Italo. Antonio e Felice Beato. Venice: Ikona Photo Gallery, 1983.
- Zannier, Italo. Verso oriente: Fotografie di Antonio e Felice Beato. Florence: Alinari, 1986.